# Armando Vatta
Armando Vatta (Pola, 15 marzo 1908 – Roma, 12 novembre 1995) è stato un calciatore italiano, di ruolo difensore.

## Caratteristiche tecniche
Era un terzino.

## Carriera
Dal 1932 al 1935 ha giocato 60 partite in Serie B con la Grion Pola.